# Александър Астрюк
Александър Астрюк (на френски: Alexandre Astruc) е френски режисьор и кинотеоретик. 

## Биография
Роден е на 13 юли 1923 година в Париж. Първоначално работи като журналист, а в края на 40-те години започва да режисира в киното. По това време пише статията „Раждане на един нов авангард“ („Naissance d’une nouvelle avant-garde“), в която излага концепцията си за „камера-писалка“, оказала силно влияние върху Френската нова вълна. Най-известните му филми са „Les mauvaises rencontres“ (1955) и „Une vie“ (1958). Почива на 19 май 2016 г.